# Реслау
Реслау (њем. Röslau) општина је у њемачкој савезној држави Баварска. Једно је од 17 општинских средишта округа Вунзидел (Фихтел). Према процјени из 2010. у општини је живјело 2.353 становника. Посједује регионалну шифру (AGS) 9479145.

## Географски и демографски подаци
Реслау се налази у савезној држави Баварска у округу Вунзидел (Фихтел). Општина се налази на надморској висини од 571 метра. Површина општине износи 29,8 km². У самом мјесту је, према процјени из 2010. године, живјело 2.353 становника. Просјечна густина становништва износи 79 становника/km².